# Charrais
Charrais ist eine Ortschaft und eine ehemalige französische Gemeinde mit 1.110 Einwohnern (Stand: 1. Januar 2022) im Département Vienne in der Region Nouvelle-Aquitaine. Sie gehörte zum Arrondissement Poitiers und zum Kanton Migné-Auxances (bis 2015: Kanton Neuville-de-Poitou). Die Einwohner werden Charraisiens genannt.
Mit Wirkung vom 1. Januar 2017 wurden die früheren Gemeinden Vendeuvre-du-Poitou, Charrais, Cheneché und Blaslay zur Commune nouvelle Saint Martin la Pallu zusammengeschlossen und haben dort den Status einer Commune déléguée. Der Verwaltungssitz befindet sich im Ort Vendeuvre-du-Poitou.

## Geographie
Charrais liegt etwa 17 Kilometer nordwestlich von Poitiers. Zur Commune déléguée Charrais gehören die Ortschaften Charrais, Étables und Charrajou.

## Bevölkerungsentwicklung
| Jahr                      | 1962 | 1968 | 1975 | 1982 | 1990 | 1999 | 2006 | 2013  |
| Einwohner                 | 471  | 450  | 463  | 557  | 621  | 674  | 779  | 1.048 |
| Quelle: Cassini und INSEE |      |      |      |      |      |      |      |       |

## Sehenswürdigkeiten
- Kirche Saint-Martin
- Rathaus aus dem 17. Jahrhundert
- Schloss Étables, seit 1969 Monument historique

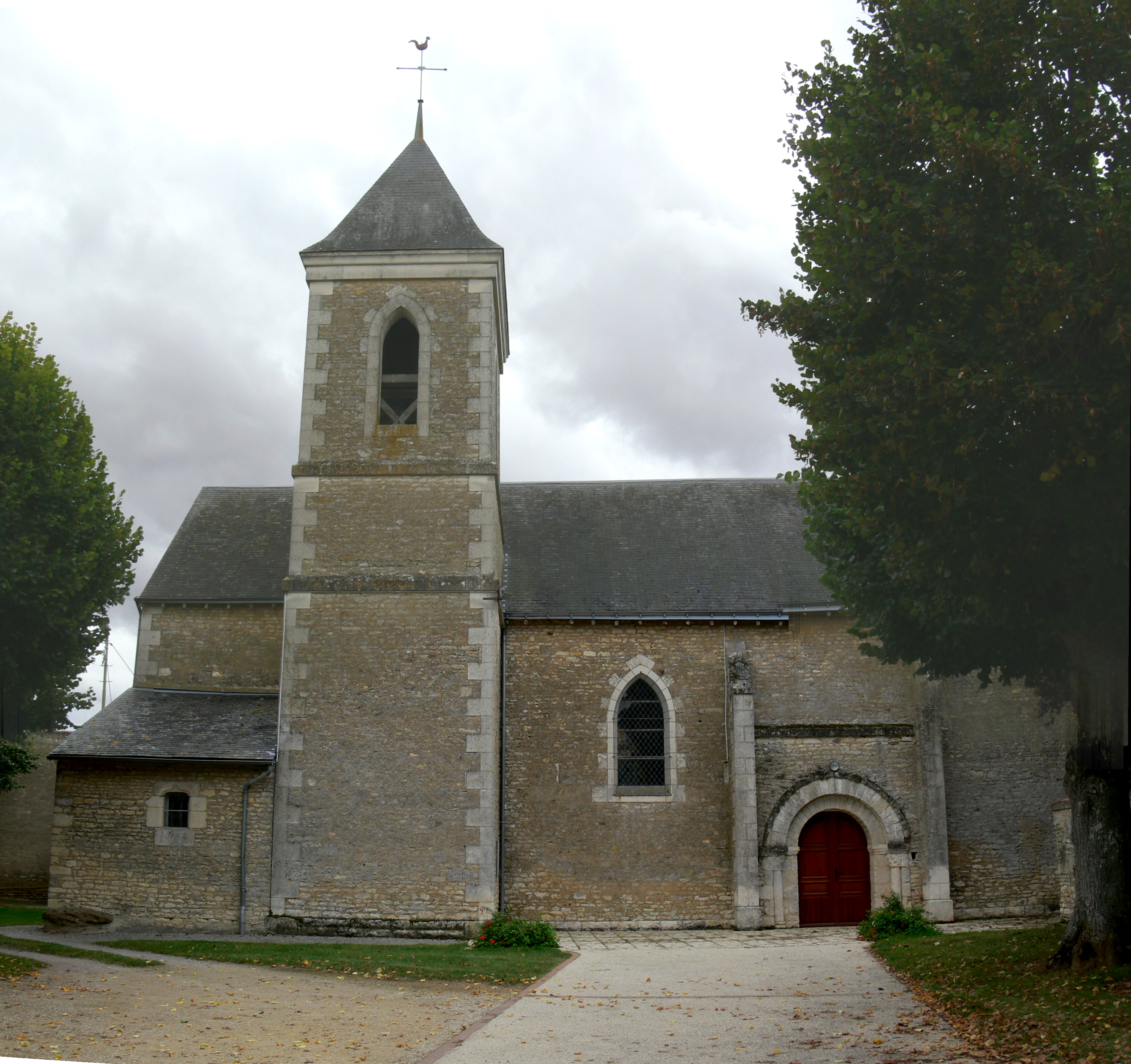
Kirche Saint-Martin

- Schloss La Guiberderie